# Bahamas i olympiska sommarspelen 1992
Bahamas deltog i de olympiska sommarspelen 1992 med en trupp bestående av 14 deltagare, och landet tog ett brons.

## Friidrott
Herrarnas höjdhopp
- Troy Kemp
- Ian Thompson

Herrarnas tresteg
- Frank Rutherford
  - Kval — 17,28 m
  - Final — 17,36 m (→  Brons)

- Wendell Lawrence
  - Kval — 16,70 m (→ gick inte vidare)

- Norbert Elliot
  - Kval — 15,85 m (→ gick inte vidare)

Herrarnas längdhopp
- Craig Hepburn
  - Kval — 7,89 m (→ gick inte vidare)

Damernas 100 meter
- Pauline Davis-Thompson

Damernas 200 meter
- Pauline Davis-Thompson

Damernas längdhopp
- Jackie Edwards

## Segling
Starbåt
- Steven Kelly och William Holowesko

## Tennis
| Spelare                  | Gren       | Omgång 1                                                          | Åttondelsfinaler  | Kvartsfinaler     | Semifinaler       | Final / BM        | Final / BM       |
| Spelare                  | Gren       | Motståndare Poäng                                                 | Motståndare Poäng | Motståndare Poäng | Motståndare Poäng | Motståndare Poäng | Placering        |
| ------------------------ | ---------- | ----------------------------------------------------------------- | ----------------- | ----------------- | ----------------- | ----------------- | ---------------- |
| Roger Smith              | Herrsingel | Tjerkasov (EUN) L 1-6, 0-6, 6-3, 1-6                              | Gick inte vidare  | Gick inte vidare  | Gick inte vidare  | Gick inte vidare  | Gick inte vidare |
| Mark Knowles Roger Smith | Herrdubbel | J Fitzgerald / T Woodbridge (AUS) L 2-6, 3-6, 7-6 (6-4), 6-4, 3-6 | Gick inte vidare  | Gick inte vidare  | Gick inte vidare  | Gick inte vidare  | Gick inte vidare |